# بی‌ای‌ای (تاریخچه ان‌بی‌ای)
انجمن بسکتبال آمریکا (بی‌ای‌ای) (به انگلیسی: Basketball Association of America) (BAA) یک لیگ حرفه‌ای بسکتبال در آمریکای شمالی بود که در سال ۱۹۴۶ تأسیس شد. پس از سومین فصل فعالیتش (فصل ۱۹۴۸–۱۹۴۹)، این لیگ با «لیگ ملی بسکتبال» (ان‌بی‌ال) ادغام شد و «اتحادیه ملی بسکتبال» (ان‌بی‌ای) را تشکیل داد.